# Effondrement du stade d'Espinal
L'effondrement du stade d'Espinal est survenu le 26 juin 2022 lorsqu'un stade s'est effondré lors d'une corrida à Espinal, dans le département de Tolima, en Colombie.

## Effondrement
L'effondrement s'est produit sur les trois étages de la section du stand en bois rempli de public. Il y avait 800 personnes assises dans la section effondrée avant que l'accident ne se produise.

## Victimes
Au total, six personnes ont perdu la vie et 322 autres ont été soignées dans des hôpitaux publics et privés locaux,.

## Réactions
Le président élu Gustavo Petro a demandé l'interdiction de tels événements, citant que ce n'était pas la première fois que cela se produisait.